# Juggling Mad
Juggling Mad è un cortometraggio muto del 1913 diretto da W.P. Kellino.

## Trama
Un ubriaco cerca di emulare un giocoliere.

## Produzione
Il film fu prodotto dalla EcKo.

## Distribuzione
Distribuito dall'Universal Pictures, il film - un cortometraggio di 151 metri - uscì nelle sale cinematografiche britanniche nel giugno 1913.